# Scleroplegma maasi
Scleroplegma maasi är en svampdjursart som först beskrevs av Isao Ijima 1927.  Scleroplegma maasi ingår i släktet Scleroplegma och familjen Diapleuridae. Inga underarter finns listade i Catalogue of Life.